# Greatest Hits III (Queen+)
Greatest Hits III is het vierde compilatiealbum van Queen, uitgebracht in november 1999. Op dit compilatiealbum staan de hits van het album Made in Heaven uit 1995, een aantal solohits van de bandleden, een aantal samenwerkingsprojecten met andere artiesten en een paar "oude" Queennummers die niet al op Greatest Hits, Greatest Hits II of Queen Rocks stonden. Vanwege de vele samenwerkingen en solosingles op het album, werd besloten om het uit te brengen onder de naam "Queen+". In 2000 verscheen The Platinum Collection, een box met drie cd's, waarop de drie Greatest Hits-albums gebundeld waren.
Het album was een top vijf hitalbum in het Verenigd Koninkrijk, Duitsland, Oostenrijk, Zwitserland, Denemarken, Estland, Noorwegen, Portugal Italië en Rusland. In Nederland behaalde het album de 8e positie in de "Album Top 100" en in België werd de 7e positie behaald.
Van The Platinum Collection werden in Europa ruim drie miljoen exemplaren verkocht.
De nieuwe versies van Under Pressure en Another One Bites the Dust werden als singles uitgebracht. Van Living on My Own was het de bedoeling om de succesvolle single-remix van No More Brothers uit 1993 op te nemen, maar per ongeluk werd de album remix opgenomen.

## Tracklijst
| Track | Artiest                              | Titel                                           | Afkomstig van                                                                                |
| ----- | ------------------------------------ | ----------------------------------------------- | -------------------------------------------------------------------------------------------- |
| 1     | Queen + Elton John                   | The Show Must Go On (live)                      | Première van het "Ballet for Life" van Maurice Béjart, 1997                                  |
| 2     | Queen + David Bowie                  | Under Pressure (Rah Mix)                        | Een voor deze compilatie gemaakte remix, 1999                                                |
| 3     | Freddie Mercury & Montserrat Caballé | Barcelona                                       | Soloalbum Barcelona, 1988                                                                    |
| 4     | Queen                                | Too Much Love Will Kill You                     | Made in Heaven, 1995; origineel (gezongen door Brian May) van Back to the Light, 1992        |
| 5     | Queen + George Michael               | Somebody to Love (live)                         | Freddie Mercury Tribute Concert, 1992                                                        |
| 6     | Queen                                | You Don't Fool Me                               | Made in Heaven, 1995                                                                         |
| 7     | Queen                                | Heaven for Everyone                             | Made in Heaven, 1995; origineel (gezongen door Roger Taylor) van Shove It, 1988              |
| 8     | Queen                                | Las Palabras de Amor                            | Hot Space, 1982                                                                              |
| 9     | Brian May                            | Driven by You                                   | Soloalbum Back to the Light, 1992                                                            |
| 10    | Freddie Mercury                      | Living on My Own (No More Brothers album remix) | Remix uit 1993, origineel van soloalbum Mr. Bad Guy, 1985                                    |
| 11    | Queen                                | Let Me Live                                     | Made in Heaven, 1995                                                                         |
| 12    | Freddie Mercury                      | The Great Pretender                             | Solosingle uit 1987                                                                          |
| 13    | Queen                                | Princes of the Universe                         | A Kind of Magic, 1986; was wegens ruimtegebrek niet op Greatest Hits II geplaatst            |
| 14    | Queen + Wyclef Jean                  | Another One Bites the Dust (remix)              | Remix met en door Wyclef Jean en met Pras Michel en Free, 1999; origineel van The Game, 1980 |
| 15    | Queen                                | No-One but You (Only the Good Die Young)        | Single uit 1997                                                                              |
| 16    | Queen                                | These Are the Days of Our Lives                 | Innuendo, 1991                                                                               |
| 17    | Queen                                | Thank God It's Christmas                        | Kerstsingle uit 1984                                                                         |